# Argyre Planitia

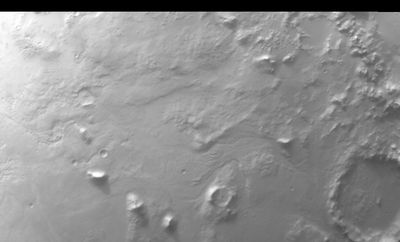
Der Südosten der Region Argyre Planitia, aufgenommen 2002 von der Sonde Mars Global Surveyor. Rechts unten im Bild der Krater Galle.

Argyre Planitia ist eine kreisförmige ausgedehnte Tiefebene auf der südlichen Hemisphäre des Planeten Mars. Ihr Name leitet sich aus dem Altgriechischen ab und bedeutet so viel wie „Silberne Ebene“. Argyre Planitia ist nach Hellas Planitia und Isidis Planitia das drittgrößte Einschlagbecken auf dem Mars.
Das Zentrum des Gebietes befindet sich in 49,4° südlicher Breite und 42,8° westlicher Länge. Die Ebene liegt zwischen den Hochlandregionen Aonia Terra und Noachis Terra.

## Beschreibung
Argyre Planitia entstand vor etwa 3,9 Milliarden Jahren, während der geologischen Frühgeschichte des Planeten, durch den  Impakt eines Asteroiden. Das Einschlagbecken hat einen Durchmesser von etwa 1800 km und liegt durchschnittlich 5 km unterhalb der umgebenden Regionen. Der Boden des Beckens weist mehrere große Impaktkrater auf, der größte davon, Marskrater Hooke (44° 55′ S, 44° 24′ W) an seinem Nordrand, hat einen Durchmesser von 138 km. Inmitten der Erhebungen des östlichen Kraterrands, an der Grenze zu Noachis Terra, liegt der 224 km große Impaktkrater Galle (50° 38′ S, 31° 0′ W). Darüber hinaus erheben sich relativ scharf abgegrenzte Felsformationen aus der Ebene.